# Reverend Horton Heat
Reverend Horton Heat est un groupe de psychobilly américain, originaire de Dallas, au Texas. Il est formé en 1985 par le guitariste Jim Heath. Ses membres actuels sont Jim Heath (Reverend Horton Heath) à la guitare et au chant, Jimbo Wallace à la basse et Jonathan Jeter à la batterie.

## Biographie

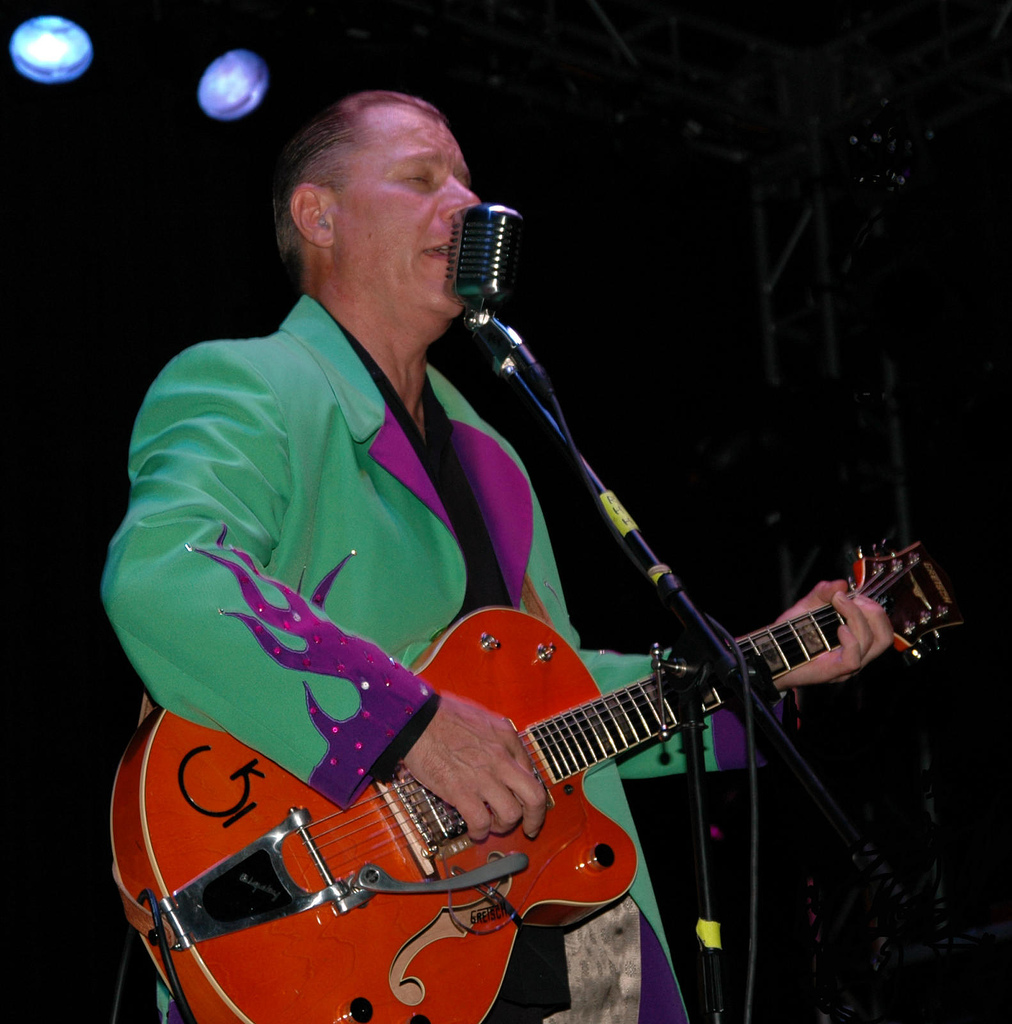
Reverend Jim Heath.

Heath joue dans un cover band appelé Southern Comfort avec des amis issus de la W.B. Ray High School, son lycée avant d'étudier à l'Université du Texas au printemps 1977. 
Au printemps 1989, Heath rencontre et se lie d'amitié avec Charles F. Reid Jr. (Charlie Ray). À l'origine roadie à temps plein pour le groupe, le rôle de Reid' s'étend jusqu'au rôle d'agent/manager à la fin 1989. Tournant constamment dans le Midwest et la côte ouest, RHH devient rapidement un groupe booké. À la fin 1990, RHH se retrouve au cœur d'un conflit de contrat entre XXX Records et Sub Pop Records. Après avoir emménagé à Seattle pour diriger The Vogue sur la 1st Ave, Charlie Ray et Barry Simons signent un contrat, avec Bruce Pavitt et Jonathan Poneman, chez Sub Pop. 
Victory Records signe Reverend Horton Heat en 2012, et un album intitulé Rev est publié le 21 janvier 2014. Jim Heath est invité à accompagner le groupe Motörhead en septembre 2014 au Bumbershoot Music Lounge. Lemmy Kilmister déclare à son propos : « Reverend Horton Heat, il est génial, il joue la musique en laquelle il croit et rien d'autre. Allez le voir ou je vous pulvérise ! »

## Style musical
La formation est héritière d'un style ayant obtenu ses lettres de noblesse grâce aux Cramps ou aux Meteors. Le groupe décrit lui-même son genre musical comme étant du « country-fed punkabilly » (punkabilly inspiré par la musique country). Le style musical est un mélange entre country, punk, big band, swing, rockabilly et psychobilly, le tout joué fort, rapidement et énergiquement, avec des paroles souvent humoristiques.

## Membres
- Jim Heath (Reverend Horton Heat) : guitare, chant (1985 à aujourd'hui)
- Jimbo Wallace : contrebasse, chœurs (1989 à aujourd'hui)
- Jonathan Jeter : percussions (depuis 2020)

## Anciens membres
- "Swingin" Jack Barton: contrebasse (1985–1989)
- Bobby Baranowski : percussions (1985–1989)
- Kyle Thomas : percussions (1989)
- Patrick « Taz » Bentley : batterie, chœurs (1989-1994)
- Tim Alexander : piano, clavier (à partir de 1996)
- Scott Churilla : batterie, chœurs, percussions (1995–2006, 2012–2017)
- Paul Simmons : batterie, chœurs (2006-2012)
- Arjuna "RJ" Contreras : percussions (2017-2020)
- Matt Jordan : piano (sept. 2017 – fév. 2019)

## Discographie
| 1990 | Smoke 'Em If You Got 'Em (album) - Sortie : 1er novembre 1990 - Label : Sub Pop                           | —   | —  | —  |  |  |  |  |  |
| 1993 | The Full-Custom Gospel Sounds of the Reverend Horton Heat - Sortie : 20 avril 1993 - Label : Sub Pop      | —   | —  | —  |  |  |  |  |  |
| 1994 | Liquor in the Front - Sortie : 5 juillet 1994 - Label : Sub Pop/Interscope Records                        | —   | —  | —  |  |  |  |  |  |
| 1996 | It's Martini Time - Sortie : 6 août 1996 - Label : Interscope Records                                     | 156 | —  | —  |  |  |  |  |  |
| 1998 | Space Heater - Sortie : 24 mars 1998 - Label : Interscope Records                                         | 187 | —  | —  |  |  |  |  |  |
| 1999 | Holy Roller compilation - Sortie : 1999 - Label : Sub Pop Records                                         | —   | —  | —  |  |  |  |  |  |
| 2000 | Spend a Night in the Box - Sortie : 21 mars 2000 - Label : Time Bomb Recordings                           | —   | —  | —  |  |  |  |  |  |
| 2002 | Lucky 7 - Sortie : 26 février 2002 - Label : Artemis Records                                              | —   | —  | 15 |  |  |  |  |  |
| 2003 | Lucky 7 - Sortie : 26 février 2002 - Label : Artemis Records                                              | —   | —  | 15 |  |  |  |  |  |
| 2004 | Live and In Color DVD - Sortie : 2004 - Label : Image Entertainment                                       | —   | 34 | 24 |  |  |  |  |  |
| 2005 | We Three Kings (The Reverend Horton Heat album) - Sortie : 11 octobre 2005 - Label : Yep Roc Records      | —   | —  | —  |  |  |  |  |  |
| 2009 | Laughin' and Cryin' with the Reverend Horton Heat - Sortie : 1er septembre 2009 - Label : Yep Roc Records | —   | 14 | 44 |  |  |  |  |  |
| 2014 | REV - Sortie : 21 janvier 2014 - Label : Victory Records                                                  | 111 | 2  | 26 |  |  |  |  |  |
| 2018 | Whole New Life - Sortie : 30 novembre 2018 - Label : Victory Records                                      | —   | 4  | 19 |  |  |  |  |  |
|      | |     |    |    |  |  |  |  |  |